# Two Things at Once
Two Things at Once is het tweede verzamelalbum van de Amerikaanse punkband Descendents. Het album werd uitgegeven in 1988 via het platenlabel SST Records en bevat alle nummers van het debuutalbum Milo Goes to College (1982) en van het eerste verzamelalbum Bonus Fat (1985), dat bestaat uit alle nummers van de ep Fat (1981), de single "Ride the Wild/It's a Hectic World" (1979) en het nummer "Global Probing" dat op het compilatiealbum Chunks (1981) is verschenen.

## Nummers
Tracks 1-15 zijn genomen van het debuutalbum Milo Goes to College, 16-20 van Fat, 21 van Chunks en 22-23 van "Ride the Wild/It's a Hectic World".
| 1. "Myage" - 2:00 2. "I Wanna Be a Bear" - 0:40 3. "I'm Not a Loser" - 1:28 4. "Parents" - 1:37 5. "Tonyage" - 0:55 6. "M-16" - 0:40 7. "I'm Not a Punk" - 1:01 8. "Catalina" - 1:44 9. "Suburban Home" - 1:40 10. "Statue of Liberty" - 1:58 11. "Kabuki Girl" - 1:09 12. "Marriage" - 1:37 | 1. "Hope" - 1:58 2. "Bikeage" - 2:12 3. "Jean is Dead" - 1:31 4. "My Dad Sucks" - 0:35 5. "Mr. Bass" - 2:05 6. "I Like Food" - 0:16 7. "Hey Hey" - 1:31 8. "Weinerschnitzel" - 0:10 9. "Global Probing" - 1:05 10. "Ride the Wild" - 2:30 11. "It's a Hectic World" - 1:52 |

## Band
- Milo Aukerman - zang
- Tony Lombardo - basgitaar, zang (track 22)
- Frank Navetta - gitaar, zang (track 23)
- Bill Stevenson - drums